# 117711 Degenfeld
117711 Degenfeld este un asteroid din centura principală de asteroizi.

## Descriere
117711 Degenfeld este un asteroid din centura principală de asteroizi. A fost descoperit pe 1 aprilie 2005 la Piszkesteto de Krisztián Sárneczky. Asteroidul prezintă o orbită caracterizată de o semiaxă mare de 2,68 ua, o excentricitate de 0,06 și o înclinație de 5,7° în raport cu ecliptica.